# Giacomo Debenedetti

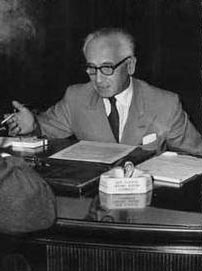
Giacomo Debenedetti.

Giacomo Debenedetti (Biella, 25 de junio de 1901 - Roma, 20 de enero de 1967) fue un escritor, ensayista y crítico literario italiano, uno de los primeros en Italia en acoger el Psicoanálisis y uno de los pioneros en reconocer el valor literario de Marcel Proust.

## Biografía
Nace, en el seno de una familia judía en Biella pero desde muy joven se trasladó a Turín, donde realizó sus estudios secundarios con excelentes calificaciones. En la Universidad se licenció en tres carreras: Matemáticas, Derecho y Letras. En 1922, con Sergio Solmi y Mario Gromo, funda la revista literaria Primo Tempo, de la que sólo se publicarán once números. Conoció e inició una breve pero intensa amistad con el periodista antifascista Piero Gobetti, fundador de la revista Il Baretti en la que Debenedetti publicará importantes ensayos sobre Radiguet, Umberto Saba y Proust.
En 1926 Debenedetti publica su primer libro de cuentos, Amedeo e altri racconti, y en 1929 el primer volumen de los Saggi critici («Ensayos críticos»). Durante los años treinta y cuarenta escribió los ensayos que aparecerán en el segundo volumen de Saggi critici (1945) y en el tercero (1959). También redactó libros de cuentos y sus memorias políticas (Amedeo, 1926; Otto ebrei, 1944; 16 de octubre de 1943, 1944). Se interesó también por el cine y realizó guiones bajo nombre falso (por temor a las leyes raciales del régimen de Benito Mussolini). Se trasladó a Roma donde vivió escondido, huyendo de larepresión fascista antes y durante la Segunda Guerra Mundial.
Tras la guerra, fue profesor de literatura italiana en la Universidad de Mesina primero y después en la Universidad de La Sapienza de Roma.
Debenedetti continuó en los años cincuenta y sesenta redactando críticas literarias y escribiendo ensayos y libros, pero la mayor parte de su producción crítica sólo se publicará póstumamente, tras su muerte el 20 de enero de 1967 en Roma. Será su viuda, Renata, la que se encargará de rescatar los textos inédito de Debenedetti y de editarlos. Así, aparecieron Il personaggio uomo (1970), Il romanzo del Novecento (1971), Poesía italiana del Novecento (1974), Verga e il naturalismo (1976), Personaggi e destino. La metamorfosi del romanzo contemporáneo (1977), Vocazione di Vittorio Alfieri (1977), Pascoli: la rivoluzione inconsapevole (1979), Rileggere Proust (1982), Quaderni di Montaigne.

## Crítica literaria
Debenedetti recibió al principio la influencia de Benedetto Croce, pero se apartó rápidamente del maestro atraído por formas de conocimiento que no provinieran sólo de la tradición literaria sino también de otras ciencias, como el psicoanálisis, la sociología, la fenomenología y la antropología cultural. Estudió autores como Freud, Carl Jung o Edmund Husserl. Fue muy importante para él la figura de Proust, que será el protagonista de muchos de sus escritos. 
Esta variedad de lecturas se refleja en su actividad como crítico, en la que no sigue ningún método establecido y analiza los textos sin un método definido, con gran subjetividad, sobre todo cuando trata sobre sus autores más apreciados (Giovanni Pascoli, Italo Svevo, Federigo Tozzi o Umberto Saba).
En una entrevista al periódico L'Unità Debenedetti declaró que había concentrado su atención crítica en la exigencia a la que estaba obligado todo autor del siglo XX de imbuirse de sus personajes, de conocer sus motivaciones secretas y, una vez alcanzadas con toda claridad, desvincularse por completo de ellos.

Hoy se ve claramente que desde las primeras novelas de nuestro siglo salía una imagen descompuesta, sufriente del hombre, y que esta imagen debía «retirarse como una corteza» (adopto palabras de Proust), «epifanizarse» (según expresión de James Joyce), revelar la persona que hay detrás de las posesas y polifacéticas contorsiones del personaje (me refiero a Pirandello) para llegar a la cabeza de un núcleo reivindicativo y sin obstrucciones, demorado, impedido de explicarse en un mundo, en una sociedad que ya no está de acuerdo consigo misma.

El pensamiento crítico de Debenedetti gira en torno a la cuestión del hombre, como persona, y lo hace con el mismo propósito e idéntido criterio cognoscitivo de un narrador. Esta especie de perpetua intervención en el imaginario de los demás terminó por encontrar la infelicidad y la neurosis del hombre moderno y llevaba al escritor y al crítico a afinar una actitud propia de reconocimiento del destino de los personajes de novela en su inseguridad y crisis de identidad. Sobre esta desaparición del personaje del hombre, Debenedetti escribió una «conmemoración provisional» en su ensayo II personaggio uomo.

## Obra (selección)

### Narrativa
- Amedeo e altri racconti, Turín, 1926.
- 16 de octubre de 1943, Milán, 1959.
- Otto ebrei,  Milán, 1961.

### Ensayos y crítica
- Saggi critici, 3 vol, (I, Florencia, 1929. II, Roma, 1945. III, Milán, 1959).
- Radiorecita su Marcel Proust, Roma, 1952.
- Intermezzo, Milán, 1963.

### Obras de publicación póstuma
- II personaggio uomo, Milán, 1970.
- Il romanzo del Novecento, Milán, 1971.
- Tommaseo, Milán, 1973.
- Poesía italiana del Novecento, Milán, 1974.
- Verga e il naturalismo,  Milán, 1976.
- La vocazione di Vittorio Alfieri, Roma, 1977.
- Pascoli: la rivoluzione inconsapevole. Quaderni mediti, Roma, 1979.
- Rileggere Proust e altri saggi proustiani, Roma, 1982.
- Al cinema, Venecia, 1983.
- La bibliografía degli scritti è compresa in G. Debenedettì (1901/1967). Editor: Cesare Garboli, Milán, 1968.